# Miss Mėri
Miss Mėri (Мисс Мэри) è un film del 1918 diretto da Boris Čajkovskij.